# Liste des évêques et archevêques de La Plata o Charcas-Sucre
Cette liste recense les évêques qui se sont succédé sur le siège de Charcas ou La Plata depuis sa création le 27 juin 1552 puis les archevêques depuis son élévation au rang d'archidiocèse le 20 juillet 1609. Lorsque la Bolivie acquiert son indépendance en 1825, la ville de La Plata est désignée comme capitale et change son nom pour celui de Sucre mais le diocèse garde son nom originel. C'est le 11 novembre 1924 qu'il prend officiellement le nom d'archidiocèse de Sucre.

## Évêques
- Tomás de San Martín, O.P (27 juin 1552 - 25 août 1555)
  - Sede vacante (1555-1562)
- Domingo de Santo Tomás, O.P (6 juillet 1562 - 28 février 1570)
  - Sede vacante (1570-1579)
- Alonso Ramirez Granero de Ávalos (9 janvier 1579 - 19 novembre 1585)
- Alfonso de la Cerda, O.P (6 novembre 1587 - 25 juin 1592)
- Alonso Ramírez Vergara, O.S.Iacobi (17 juin 1594 - 19 novembre 1602)
  - Sede vacante (1602-1605)
- Luis López de Solís, O.S.A (18 juillet 1605 - 5 juillet 1606)
  - Sede vacante (1606-1609)

## Archevêques
- Alonso de Peralta (14 janvier 1609 - 3 décembre 1614)
- Jerónimo Tiedra Méndez, O.P (14 novembre 1616 - 22 mars 1622)
- Hernando de Arias y Ugarte (15 avril 1624 - 29 mai 1628) nommé archevêque de Lima
- Francisco Sotomayor, O.F.M (5 juin 1628 - 5 février 1630)
  - Sede vacante (1630-1635)
- Francisco Vega Borja, O.S.B (9 juillet 1635 - 23 juin 1644)
- Pedro de Oviedo Falconi, O.Cist (21 août 1645 - 13 octobre 1649)
- Juan Alonso y Ocón (17 juillet 1651 - 29 juin 1656) 
  - Sede vacante (1656-1659)
- Gaspar de Villarroel, O.S.A (17 janvier 1659 - 12 octobre 1665)
  - Sede vacante (1665-1672)
- Melchor Liñán y Cisneros (8 février 1672 - 14 juin 1677) nommé archevêque de Lima
- Cristóbal de Castilla y Zamora (8 novembre 1677 - 7 octobre 1683)
- Bartolomé González y Poveda (9 avril 1685 - 26 novembre 1692)
- Juan Queipo de Llano y Valdés (19 avril 1694 - 29 juillet 1708)
  - Sede vacante (1708-1714)
- Diego Morcillo Rubio de Auñón de Robledo, O.SS.T (21 mars 1714 - 12 mai 1723) nommé archevêque de Lima
- Luis Francisco Romero (19 novembre 1725 - 28 novembre 1728)
- Alonso del Pozo y Silva (24 juillet 1730 - 22 janvier 1742)
- Agustín Rodríguez Delgado (22 janvier 1742 - 14 juin 1746) nommé archevêque de Lima
- Gregorio de Molleda y Clerque (4 septembre 1747 - 1 avril 1756)
- Cayetano Marcellano y Agramont (13 mars 1758 - 28 août 1760)
- Pedro Miguel Argandoña Pastene Salazar (25 janvier 1762 - 11 août 1775)
- Francisco Ramón Herboso y Figueroa, O.P (16 septembre 1776 - 29 avril 1782)
  - Sede vacante (1782-1784)
- José Campos Julián, O.C.D (20 septembre 1784 - 25 mars 1804)
- Benito María de Moxó y Francolí, O.S.B (26 juin 1805 - 11 avril 1816)
- Diego Antonio Navarro Martín de Villodres (16 mars 1818 - 1827)
  - Sede vacante (1827-1835)
- José María Mendizábal (24 juillet 1835 - septembre 1846)
  - Sede vacante (1846-1855)
- Manuel Ángel del Prado Cárdenas (28 septembre 1855 - septembre 1858)
  - Sede vacante (1858-1861)
- Pedro José Puch y Solona (23 décembre 1861 - 25 novembre 1885)
- Pedro José Cayetano de la Llosa, C.O (14 novembre 1887 - 2 août 1897)
- Miguel de los Santos Taborga (1 mars 1898 - 30 avril 1906)
- Sebastiano Francisco Pifferi, O.F.M (30 avril 1906 - 4 février 1912)
- Victor Arrién (13 janvier 1914 - 14 décembre 1922)
- Luigi Francesco Pierini, O.F.M (31 octobre 1923 - 28 octobre 1939)
- Daniel Rivero Rivero (3 février 1940 - 26 octobre 1951)
- José Clemente Maurer, C.Ss.R (27 octobre 1951 - 30 novembre 1983)
- René Fernández Apaza (30 novembre 1983 - 16 avril 1988) nommé archevêque de Cochabamba
- Jesús Gervasio Pérez Rodríguez, O.F.M (6 novembre 1989 - 2 février 2013)
- Jesús Juárez Párraga, S.D.B (2 février 2013 - 11 février 2020)
- Ricardo Ernesto Centellas Guzmán (11 février 2020 - )

## Sources
- (en) « Archdiocese of Sucre  : Past and Present Ordinaries », sur catholic-hierarchy.org (consulté le 29 juin 2023)